# Psamides

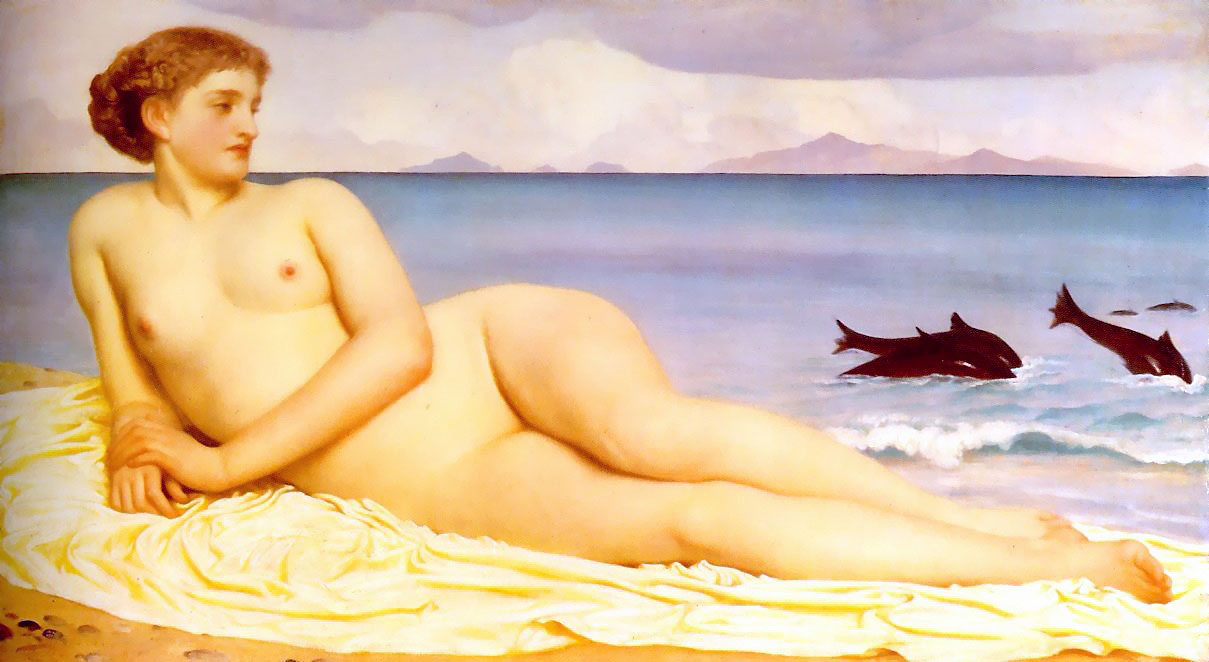
Actée, la Nymphe du Rivage, par Frederic Leighton (1868).

Dans la mythologie grecque, les psamides sont les hydriades des plages de sable fin. Elles protègent les plages et lieux sablonneux en bord de mer.
Leur nom dérive du grec ancien ψάμμος / psámmos qui signifie « sable ». Une étymologie partagée par l'une d'elle, Psamathée, dont le nom signifie déesse du sable. 
Elles ne doivent pas être confondues avec les haliades qui protègent les plages rocailleuses et les côtes rocheuses. Elles font pour la plupart partie des Néréides que l'on représente le plus souvent comme des sirènes, mi-femmes mi-poissons.

## Psamides notables
- Actée
- Éioné
- Psamathée